# Bah
Bah là một thành phố và là nơi đặt ban đô thị (municipal board) của quận Agra thuộc bang Uttar Pradesh, Ấn Độ.

## Địa lý
Bah có vị trí 26°52′B 78°36′Đ / 26,87°B 78,6°Đ Nó có độ cao trung bình là 147 mét (482 foot).

## Nhân khẩu
Theo điều tra dân số năm 2001 của Ấn Độ, Bah có dân số 14.593 người. Phái nam chiếm 53% tổng số dân và phái nữ chiếm 47%. Bah có tỷ lệ 65% biết đọc biết viết, cao hơn tỷ lệ trung bình toàn quốc là 59,5%: tỷ lệ cho phái nam là 73%, và tỷ lệ cho phái nữ là 57%. Tại Bah, 15% dân số nhỏ hơn 6 tuổi.